# Coleophora fuscostrigella
Coleophora fuscostrigella é uma espécie de mariposa do gênero Coleophora pertencente à família Coleophoridae.